# Cuma
Cuma ist ein türkischer männlicher Vorname arabischer Herkunft mit der Bedeutung „Der Freitag“.

## Verbreitung
In Deutschland wird der Name seit 2010 fast jedes Jahr bei der Namenswahl berücksichtigt. Von 2010 bis 2022 wurde er rund 90 Mal gewählt. Den Namen tragen in der Schweiz 85 Jungen (Stand 2023). In Österreich kommt Cuma seit 1996 in der Namensgebung vor, seitdem wurde er 13 Mal vergeben, das letzte Mal im Jahr 2023. Die Vergabe ist auch in Belgien, Frankreich, England und Schottland nachgewiesen.

## Bekannte Namensträger

### Vorname
- Cuma Bezgin (* 1990), türkischer Fußballspieler

### Familienname
- Tyler Cuma (* 1990), austro-kanadischer Eishockeyspieler

## Andere Bedeutungen
- Coopératives d’Utilisation de Matériel Agricole (CUMA), siehe Maschinenring
- siehe auch Cumae